# Molí de la Llum de Potries
El Molí de la Llum és un antic molí hidràulic ubicat a l'extrem nord-est del terme de Potries, al vèrtex amb la Font d'en Carròs i Beniflà, a la comarca de la Safor. Rep també els noms de Molí de Baptistet o Batiste i Molí de la Serreria.

## Context
El molí està situat a la partida de la Huitena, al terme de Potries. Forma part de la xarxa de séquies alimentades per lla séquia Comuna d'Oliva, en aquest cas mitjançant la séquia de Miramar.
L'aigua com a força per moure enginys va tenir gran importància a la Safor. A la Concòrdia de 1511 els molins es descriuen detalladament. A més, els molins constituïen una de les principals fonts d'ingressos dels senyorius locals. I així, encara que la presència de molins a la comarca ja havia anat en augment, va ser a partir de la supressió dels senyorius a inicis del segle XIX quan el seu nombre creix més, comptant amb prop de seixanta a finals d'eixe segle.
Els molins tenen diversos usos. Un n'és la transformació de la producció agrícola, cosa que en aquest cas porta d'una banda els molins fariners i de l'altra als arrossers. Al segle XVIII consta a la Safor l'existència de producció de blat i dacsa, i l'expansió de l'arròs. A més d'aquests usos, la força hidràulica es pot utilitzar per generar electricitat, com també es va fer al Molí de la Llum a inicis del segle XX; i aquesta energia pot vendre's o utilitzar-se, en aquest cas per a l'enllumenat públic i la fabricació de midó.

## Història
La seua construcció es data al segle XVIII. Se li van fer transformacions cap a finals del segle XIX i la dècada de 1980.
Inicialment s'utilitzava com a molí fariner que molia blat i dacsa per fer farina i sego. Després es va convertir també en fàbrica d'electricitat el 1907, per a la companyia Adrover, mitjançant una turbina de 17 CV, per a la il·luminació de Beniarjó i Beniflà. Per un temps va ser també una serradora, com indica un dels seus noms. El 1922 es va transformar en fàbrica de midó sense deixar d'actuar com a molí fins al cessament de la seua activitat cap al 1973.
El molí era propietat de la família Miret, de Gandia, quins van moldre fins a l'any 1955, quan n'era l'encarregat Baptista Montaner, qui amb els seus dos fills, Baptista i Francesc, eren picadors de les pedres de les moles no només per al Molí de la Llum, sinó també per a altres de la comarca, com Tola, Canyisset, Anoers, l'Alcudiola, Fabrilo i Nou de Beniflà.
Tot i que el 1994 es trobava en un estat de conservació lamentable, la mateixa font informa que el 2004 havia estat recentment rehabilitat com a habitatge.

## Descripció

### Edifici
La fitxa de la Generalitat Valenciana, elaborada el 1994, afirma que l'edifici es trobava en un estat de conservació lamentable. A l'edifici s'aprecien tres estructures annexes diferenciades.

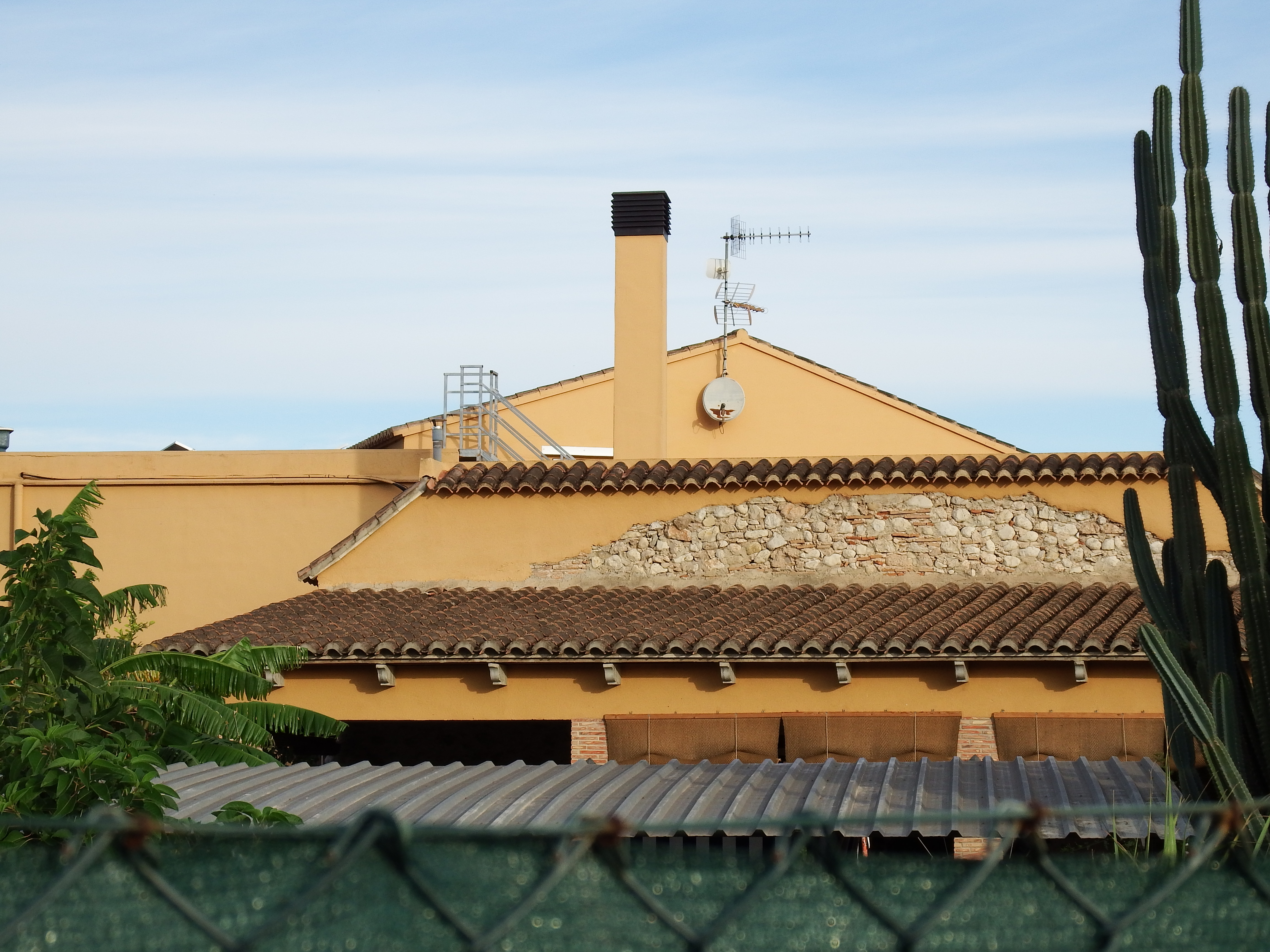
Vista des del sud

La primera, que queda a l'extrem meridional, té planta aproximadament rectangular i el seu estat de conservació era el més deficient del conjunt, tenint la coberta totalment derruïda. Part del llenç meridional i la totalitat de l'occidental presenta fàbrica de maçoneria irregular, a base de còdols sense debastar i morter de calç a les entrejuntes. Les cantoneres es construeixen alternant verdugades de rajola massissa i maçoneria, tot travat amb morter de calç. Aquests llenços semblen els més antics de l'edifici, datant-los potser al segle XVIII. A la cara meridional i situa un va rectangular que dona entrada a aquest sector de l'edifici, es cobreix amb arc escarser construït en rajola igual que el jambatge. Una mica més a l'est d'aquest accés s'intueix un altre encegat, és de dimensions menors i té una llinda de fusta que queda imbuïda al mur. El parament oriental presenta fàbrica més moderna, a base de maçoneria carejada i morter de calç, amb restes d'un bast arrebossat de ciment amb graves de diminut calibre. Dues obertures rectangulars cobertes amb arcs escarsers i encegats s'obren en aquest mur, tant els brancals com els arcs són de rajola massissa. L'interior conserva l'estructura de dues crugies, restes de pilars, així com de bigueria de fusta. Sobre la façana principal d'aquest sector hi ha un entramat de bigues de fusta sobre pilars de maó que es cobreix amb una teulada d'uralita.
El segon edifici s'adossa a l'extrem septentrional del primer. Té planta rectangular, sòcol de maçoneria irregular carejada i morter de calç amb arrebossat cobrent d'argamassa de calç de l'edifici. Presenta planta baixa i primer pis, amb coberta de teula àrab a dues aigües, part d'ella derruïda. La façana principal queda a l'est, al costat del camí. L'accés se situa a l'extrem meridional de la mateixa i és un va adovellat amb jambatge de rajola i llinda de fusta. Tres obertures amb arc rebaixat es localitza en aquesta planta baixa, quedant el més septentrional transformat en una porta, els dos restants apareixen tancats amb reixes de ferro. Al pis superior se situen tres obertures rectangulars amb reixa de ferro. A l'interior es distingeixen dues crugies, i hi ha aquest espai molt deteriorat; al costat meridional del mateix existeix una va que comunica el primer amb el segon edifici. Aquesta part de l'edifici sembla que es va construir sobre alguna estructura precedent cap a finals del segle XIX o començament del XX.

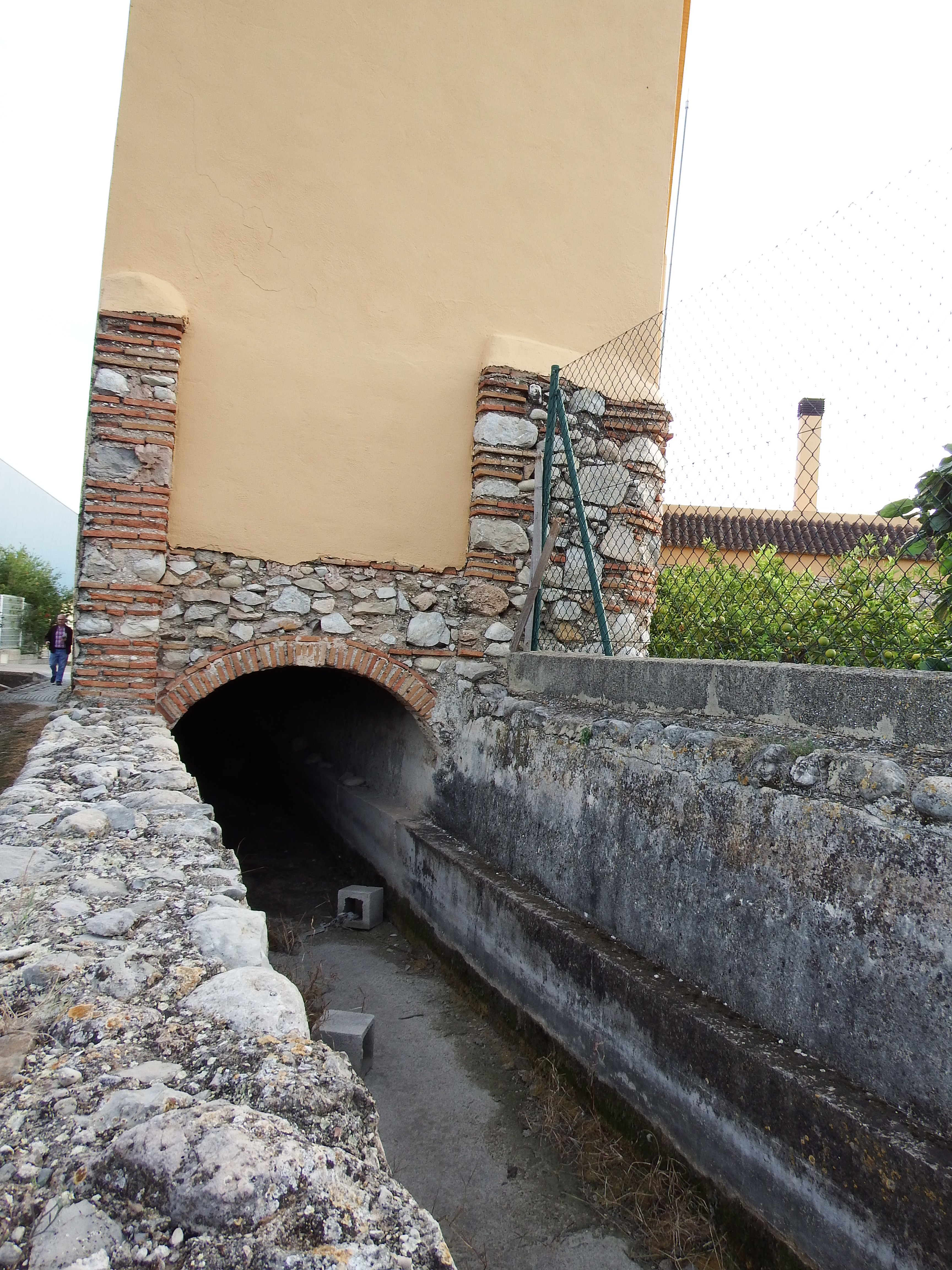
Vista des de l'oest

El tercer edifici està adossat a l'extrem nord-oest del conjunt i és de planta trapezoïdal. Disposa de planta baixa i primer pis; la planta baixa és de maçoneria carejada i morter de calç, fàbrica que coincideix amb parts dels sectors anteriors, i la planta superior està construïda sobre bigueria de formigó i blocs de ciment en rajola buida i morter de ciment. La coberta és plana d'uralita. A l'interior, a la planta baixa, hi ha una bassa de secció el·líptica construïda en rajola i revestida de fi ciment hidràulic, en aquest lloc es tintaven fils a la dècada de 1980.

### Molí
Aquest molí no te bassa però sí un cup de 95 cm de diàmetre i amb una caiguda de 4 m que movia dues rodes d'àleps i dues moles catalanes, una de 138 cm de diàmetre i 16 cm d'alçada, i una altra de 125 cm i 28 cm respectivament.
La cacau té dues voltes de canó de 3 m d'alçada, 2 m d'amplada i 4 m de llargada abans de convertir-se en una única volta que travessa tot l'edifici. Un dels compartiments és per al ventador o vessador, que està a l'esquerra del cup, i l'altre és el de la cacau pròpiament dita.